# Namibische Genocide

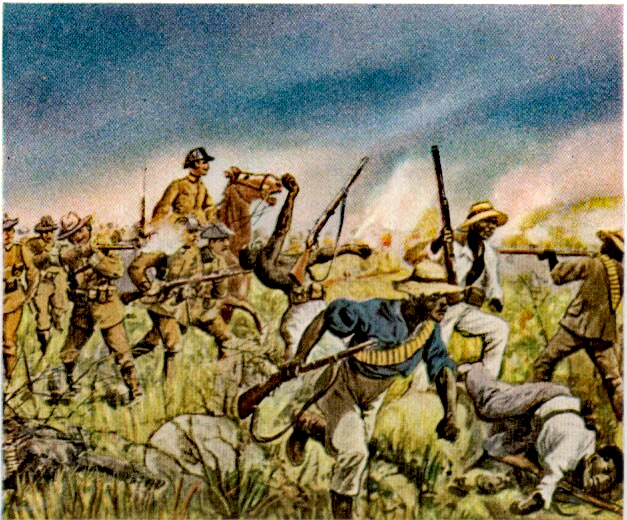
De Duitse troepen in gevecht met de Herero, een schilderij van Richard Knötel (1857-1914)

De Namibische Genocide is door de Verenigde Naties aangemerkt als de eerste genocide van de 20e eeuw. Deze genocide heeft aan de meerderheid van de Herero- en de Namabevolking in de toenmalige kolonie Duits-Zuidwest-Afrika het leven gekost. Tussen 1904 en 1908 zijn circa 80.000 mensen omgekomen tijdens hevige gevechten en onder erbarmelijke omstandigheden in concentratiekampen. Deze periode werd in het verleden aangeduid als de opstand van de Herero en de Hottentotten (Nama) tegen de Duitsers.

## Korte voorgeschiedenis

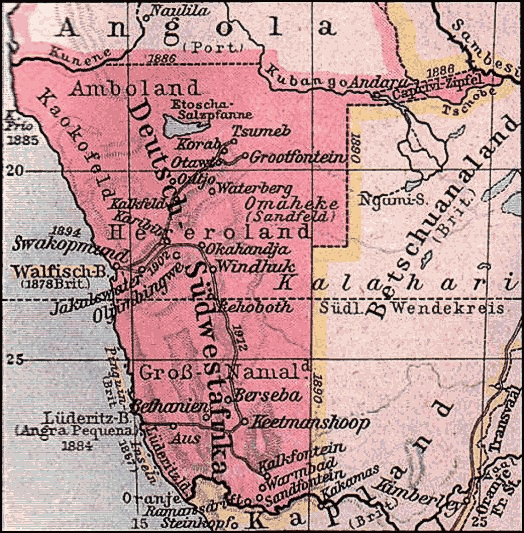
Kaart van Duits Zuidwest-Afrika, 1904

Na de Koloniale Conferentie van Berlijn (1884-1885), waar verschillende Europese en Noord-Amerikaanse landen onderling het grondgebied in Afrika verder verdeelden, begon het Duitse Rijk met het koloniseren van zijn nieuwe kolonie Duits Zuidwest-Afrika. Vanuit de kustplaatsen Lüderitz en Swakopmund trokken de eerste kolonisten het binnenland in, waarna er in Otjimbingwe een koloniaal administratiekantoor door een handvol functionarissen werd bemand onder leiding van rijkscommissaris Ernst Heinrich Göring (de vader van Hermann Göring). Om een einde te maken aan de onderlinge strijd tussen de Herero- en de Namavolken om vee en grond, werden door de Duitsers 'beschermingsverdragen' opgedrongen. Sommige lokale leiders zagen hierin een mogelijkheid tot Duitse bescherming tegen hun rivalen. Door het koloniale bestuur werd echter voor onderwerping van de lokale bevolking aan de Duitse keizer geijverd. Met slechts 21 soldaten in 1889 en 61 in 1890 konden de Duitsers de eerste jaren ook maar weinig uitrichten tegen de rooftochten en onderlinge gevechten van de Namibische volkeren.
Hereroleider Maharero sloot een dergelijk beschermingsverdrag met rijkscommissaris Göring, maar Nama-kapitein Hendrik Witbooi weigerde. In een van zijn brieven (van 30 mei 1890) aan Maharero's zoon en opvolger Samuel Maharero liet Witbooi weten dat hij de overheersing van een Europese macht erger vond dan hun onderlinge strijd: "Uiteindelijk zal jij het betreuren dat je je land en het recht om daar te heersen hebt overgedaan aan de blanken." En Witbooi ging door met het aanvallen van Hereronederzettingen.
In november 1892 tekenden Hendrik Witbooi en de Herero een vredesovereenkomst. Om te voorkomen dat ze gezamenlijk tegen de kolonisator in opstand zouden komen, bracht Duitsland meer troepen over naar zijn kolonie. Onder bescherming van een behoorlijke troepenmacht kwamen kolonisten in grotere aantallen naar Namibië. De in centraal Namibië wonende Herero kwamen hierdoor meer en meer in de verdrukking. Aan de Herero werden door kolonisten op de pof goederen en alcoholhoudende dranken verkocht. De schuld kon worden afgelost door vee te verkopen. Nadat in 1897 een runderpestepidemie het overgrote deel van de veestapel gedood had, konden de Herero hierna hun schulden slechts nog met grond voldoen. De door de Duitsers erkende leider van de Herero, Samuel Maharero, onderhield goede betrekkingen met de Duitse gouverneur Theodor Leutwein, maar ook hij maakte forse schulden. De Herero zagen meer en meer van hun traditionele grondbezit overgaan in Duitse handen en de onrust groeide. Na beraadslaging onder leiding van Maharero besloten begin 1904 de Hereroleiders eensgezind het verdrag te verbreken en hun land terug te eisen.

## Opstand
Vanaf januari 1904 vielen de Herero nederzettingen van Duitse kolonisten aan, verjoegen ze de blanken en maakten koeien buit. In mei 1904 verzamelde een enorme legermacht van de Herero zich bij de plaats Okahandja. Een aantal Duitse kolonisten werd gedood en een groot aantal koeien buitgemaakt. De aldaar wonende blanken verschansten zich en zonden een noodkreet naar het Duitse garnizoen in Windhoek. De Schutztruppe had echter haar hoofdmacht in het zuiden van het land om tegen de opstandige Bondelswarts, een Namavolk, te vechten. Na Okahandja werden meer Duitse plaatsen, zoals Omaruru, aangevallen en bezet. Samuel Maharero zond oproepen naar leiders van andere volken om de Herero te steunen in de strijd tegen de Duitsers.
Hoewel in de daarop volgende maanden de Schutztruppe onder leiding van gouverneur Leutwein het merendeel van de Duitse posten ontzette, werd generaal Lothar von Trotha door de Duitse regering boven Leutwein aangesteld. Von Trotha, die met harde hand de Bokseropstand in China (1900-1901) had bestreden, werd naar Duits Zuidwest-Afrika gezonden om een snelle beslissing te forceren. Op 11 juni 1904 arriveerde Von Trotha in Swakopmund en nam het militaire gezag op zich. In tegenstelling tot Leutwein onderhandelde Von Trotha niet meer met de Herero. Hij verklaarde hun de oorlog en de strijd verhevigde. De Duitse troepen hadden de beschikking over mitrailleurs en zware artillerie en vele Hererosoldaten sneuvelden in verschillende schermutselingen. Op 11 augustus 1904 werden de opgejaagde Herero definitief verslagen bij Ohamakari, een plaatsje bij het Waterbergplateau, ten zuidoosten van Otjiwarongo. De Herero vluchtten hierop de Omaheke (het zandveld) in, in de richting van Bechuanaland, het huidige Botswana.

## Vernietigingsbevel

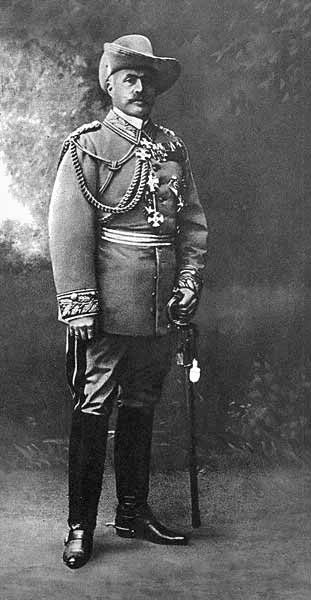
Lothar von Trotha

Op 2 oktober 1904 vaardigde Von Trotha zijn beruchte Vernichtungsbefehl uit om alle overgebleven Herero uit de Duitse kolonie te verdrijven of te doden:
"Ich, der große General der Deutschen Soldaten, sende diesen Brief an das Volk der Herero. Die Herero sind nicht mehr deutsche Untertanen. Sie haben gemordet und gestohlen, haben verwundeten Soldaten Ohren und Nasen und andere Körperteile abgeschnitten, und wollen jetzt aus Feigheit nicht mehr kämpfen. Ich sage dem Volk: Jeder, der einen der Kapitäne an eine meiner Stationen als Gefangenen abliefert, erhält tausend Mark, wer Samuel Maharero bringt, erhält fünftausend Mark. Das Volk der Herero muss jedoch das Land verlassen. Wenn das Volk dies nicht tut, so werde ich es mit dem Groot Rohr dazu zwingen. Innerhalb der Deutschen Grenzen wird jeder Herero mit und ohne Gewehr, mit oder ohne Vieh erschossen, ich nehme keine Weiber oder Kinder mehr auf, treibe sie zu ihrem Volke zurück, oder lasse auf sie schießen."
"Ik, de grote generaal van de Duitse soldaten, zend deze brief aan het Hererovolk. De Herero zijn geen Duitse onderdanen meer. Jullie hebben gemoord en gestolen, jullie hebben gewonde soldaten de oren, neuzen en andere lichaamsdelen afgesneden en willen nu uit lafheid niet meer vechten. Ik zeg tot het volk: eenieder die een van de kapiteins bij een van mijn posten aanbrengt, ontvangt 1000 mark, diegene die Samuel Maharero aanbrengt, ontvangt 5000 mark. Het Hererovolk echter moet het land verlaten. Wanneer het volk dat niet doet, dan zal ik ze met groot geschut daartoe dwingen ... Binnen de Duitse grenzen zal iedere Herero met of zonder geweer, met of zonder vee, worden neergeschoten, ik neem geen vrouwen en kinderen meer op, drijf ze naar hun volk terug of laat op ze schieten. Dit zijn mijn woorden aan het Hererovolk."
Hij ondertekende het bevel met: "De grote generaal van de machtige Duitse Keizer."
Dit Vernichtungsbefehl was op te vatten als een bevel tot genocide, al wordt dat door sommigen bestreden. Op bevel van Von Trotha werden de resterende Herero over de grens met Bechuanaland gedreven. Om te voorkomen dat men zou terugkeren werden waterputten vergiftigd waardoor vele Herero van de dorst stierven in de Kalahariwoestijn. Afgevaardigden met vredesboodschappen werden door de Duitsers neergeschoten. 75% van de Hererobevolking overleefde de massaslachting uiteindelijk niet. Als reactie op het brute geweld van Von Trotha trad Leutwein af als gouverneur.

## Opstand in het zuiden van Namibië
Nadat de Herero bij de Waterberg waren verslagen, leidde Hendrik Witbooi de opstand van de Nama in het zuiden. De Nama streden tegen de Herero vele oorlogen om grond en vee, maar gaven uiteindelijk gehoor aan de oproep van Samuel Maharero om samen tegen de Duitse kolonisator te strijden. Op 3 oktober 1904 viel Hendrik Witbooi met zijn Namasoldaten de Duitsers aan.

## Bevel tegen de Nama
In navolging van zijn bevel tegen de Herero vaardigde Von Trotha op 22 april 1905 in Berseba een bevel aan de Nama uit. In zijn bevel haalde hij de strijd tegen de Herero als voorbeeld aan:
"De machtige Duitse keizer verleent genade en het leven aan de Hottentotten die zich vrijwillig aan ons overleveren. Echter, zij die aan het begin van de opstand blanken hebben vermoord en zij die anderen daartoe opdracht hebben gegeven, zullen – overeenkomstig de wet – dit met de dood moeten bekopen. Dit zeg ik u en verder waarschuw ik diegenen die zich niet overgeven dat zij hetzelfde lot zullen ondergaan als de Herero, die in hun overmoed dachten dat zij met succes oorlog konden voeren tegen de machtige Duitse keizer en het machtige Duitse volk. Ik vraag u: waar zijn de Herero vandaag, waar zijn hun kapiteins? Samuel Maharero, eens trots bezitter van duizenden koeien, is opgejaagd als een beest en bevindt zich over de grens in het Engelse gebied. Hij is zo arm als de armste veld-Herero en bezit niets meer. Met de andere kapiteins is het al niet veel beter gesteld, het merendeel heeft het leven verloren en hun volk is compleet verwoest – deels gestorven van honger en dorst in de woestijn, deels gedood door Duitse soldaten, deels vermoord door de Owambo. De Hottentotten zullen hetzelfde lot ondergaan wanneer zij zich niet overgeven en hun wapens inleveren. Wanneer je met je stamgenoten en een witte vlag naar ons komt, zal je niets overkomen. Je krijgt werk en eten tot aan het einde van de oorlog of tot aan de machtige Duitse keizer nieuwe bepalingen voor dit land laat uitgaan. Diegene die denkt dat hem geen genade zal worden verleend, zal het land moeten verlaten, want voor zolang hij op Duitse grond leeft, zal hij worden vervolgd en gedood – en dit beleid zal voortduren tot de laatste van al deze Hottentotten is gedood. Voor de volgende personen, dood of levend, heb ik de volgende beloningen vastgesteld: Hendrik Witbooi, 5000 mark; Skippers Stürmann, de "Witbooi profeet" (bijgenaamd Shepperd Stuurman), 3000 mark; Cornelius, 3000 mark; voor de andere schuldige kapiteins elk 1000 mark."
Maar deze order om zich over te geven maakte geen indruk op Hendrik Witbooi en zijn bondgenoten. Hendrik Witbooi sneuvelde in de strijd bij Vaalgras op 29 oktober 1905. Zonder hun strateeg en leider werden de Nama verslagen. De overgebleven Witbooi Namasoldaten werden ontwapend en gedeporteerd naar de Duitse koloniën Kameroen en Togo waar velen omkwamen. De overigen werden bij het uitbreken van de Eerste Wereldoorlog gerepatrieerd.

## Concentratiekampen
Tijdens de Tweede Boerenoorlog in Zuid-Afrika dreven de Britten de Boerenbevolking bijeen in concentratiekampen. Naar dit voorbeeld richtten de Duitsers in Namibië kampen in voor de overgebleven Herero en Nama; mannen, vrouwen en kinderen. Een aantal concentratiekampen bevond zich op onherbergzame eilanden voor de Namibische kust bij Lüderitz en Swakopmund, waar de koude mist uit de oceaan de mensen kwelde.
De omstandigheden in de kampen waren zeer slecht en de meeste gevangenen overleefden de kampen niet. Vanwege ondervoeding en slechte hygiëne hadden infectieziektes als tuberculose en tyfus vrij spel. Ook kwamen veel Herero en Nama om bij dwangarbeid in de mijnen van Tsumeb of bij het aanleggen van de spoorwegen van Namibië.

## Slachtoffers
Schattingen over het aantal slachtoffers van de Namibische Genocide variëren. Aan het einde van de 19e eeuw woonden er ongeveer 60.000 tot 80.000 Herero's. Van hen waren in 1908 nog zo'n 16.000 tot 18.000 in leven, van wie een groot deel in gedwongen ballingschap in Botswana verbleef. Van de circa 20.000 Nama's die in de zuidelijke helft van Namibië leefden, hebben naar schatting minder dan 10.000 mensen de genocide overleefd. Het is nog steeds onduidelijk wat het lot is geweest van de eveneens in centraal Namibië wonende Damarabevolking. Verder onderzoek, in 2005 door de Damara in Namibië aangekondigd, zou dit moeten uitwijzen.

## Exploitatie van leed
Een verschijnsel uit deze oorlog zijn de weerzinwekkende ansichtkaarten met voorstellingen van executies van uitgemergelde gevangenen. Een kaart laat het ophangen van verscheidene zwarte mannen zien in het bijzijn van vrouwen en kinderen. Het feit dat deze kaarten vanuit Duits Zuidwest-Afrika naar Duitsland werden verstuurd, doet vermoeden dat het met het lijden van de Namibiërs niet zo nauw werd genomen.
Aan het begin van de 20e eeuw zijn er ook verschillende populaire autobiografieën en romans over de strijd tegen de Herero en de Nama verschenen. Zonder uitzondering beschrijven deze het leed van de Namibische mensen niet of nauwelijks. In sommige van deze publicaties is te lezen dat de Duitse Schutztruppe niet alleen gewapende Namibische krijgers doodde, maar ook ongewapende ouderen, vrouwen en kinderen. Eén van de meest gelezen Duitse boeken over dit onderwerp was het met kolonialistisch en racistisch gedachtegoed doorspekte Peter Moors Fahrt nach Südwest (1906) door Gustav Frenssen.

## Schuld en boete

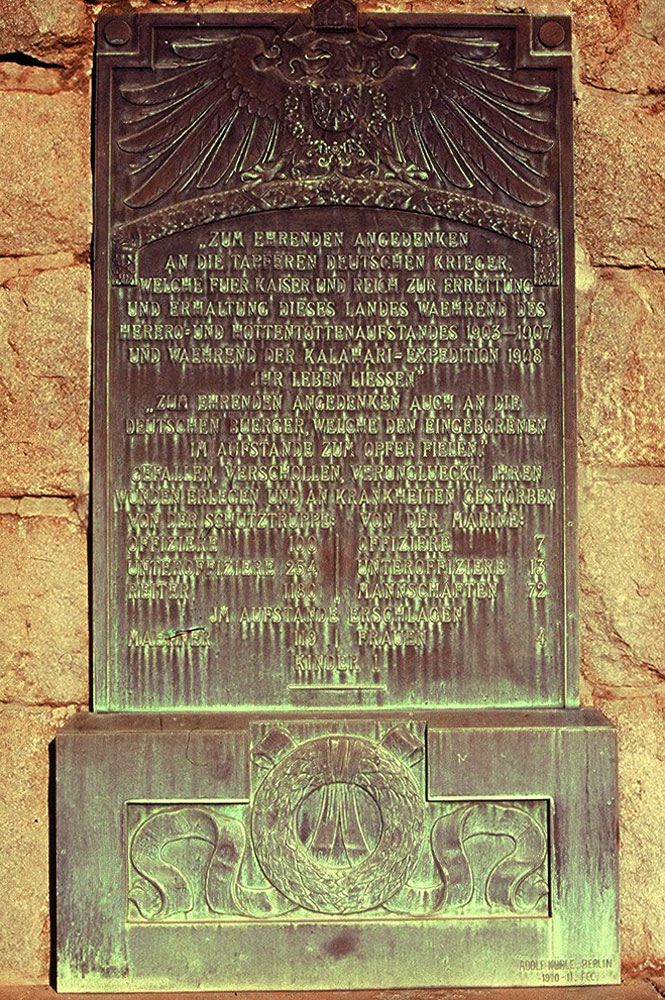
Plaquette op het Reiterdenkmal met aantallen omgekomen Duitsers

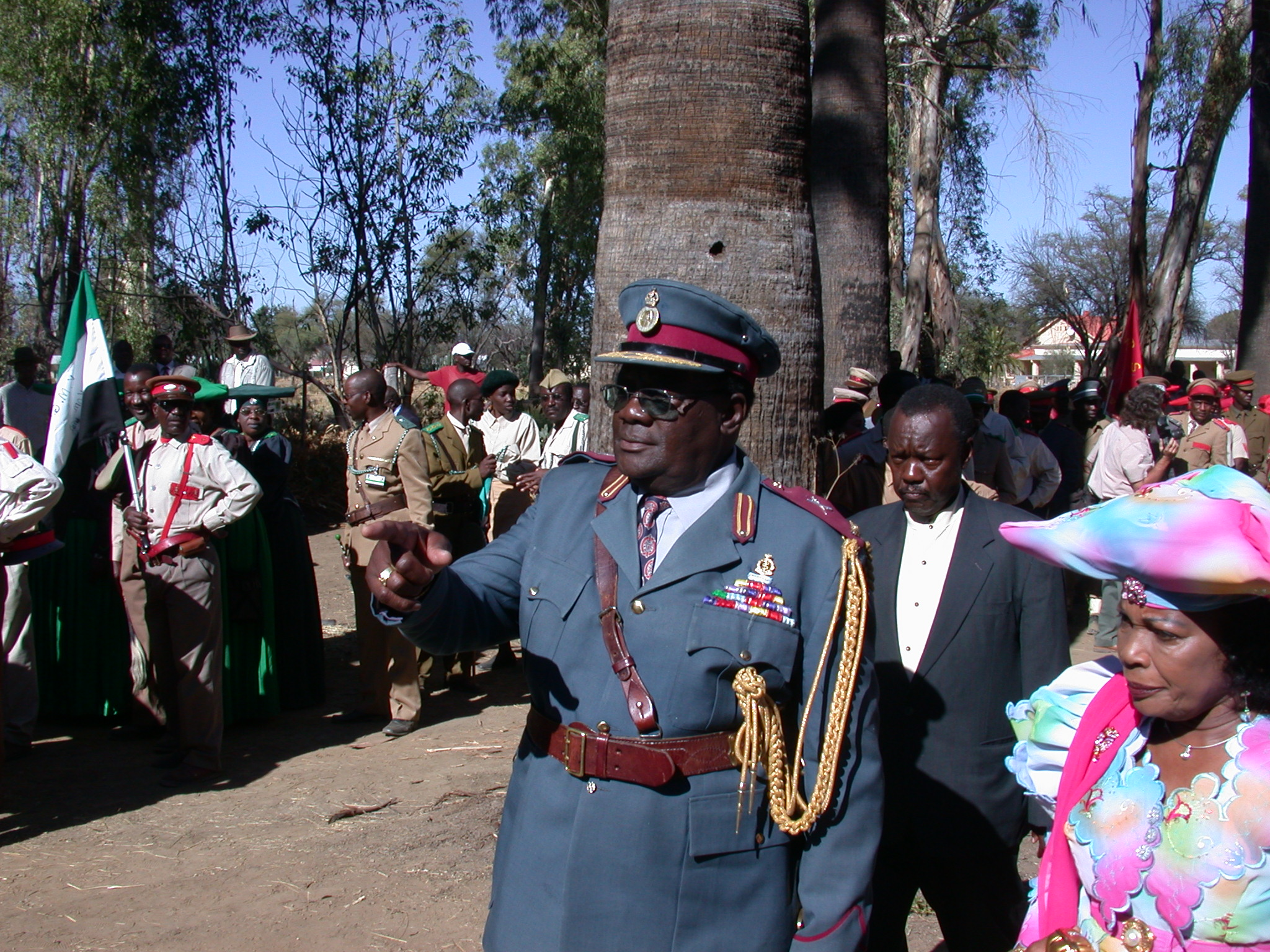
Kuaima Riruako

Niet iedereen in Duitsland had de strijd tegen de oorspronkelijke bevolking van Namibië ondersteund. Op 17 maart 1904 hield de sociaaldemocraat August Bebel een opmerkelijke toespraak in het Duitse parlement. Hij veroordeelde de onderdrukkingsoorlog tegen de Herero. Hij eiste onmiddellijke beëindiging van de strijd en weigerde in te stemmen met verdere uitgaven voor voortzetting van de strijd. Bebel noemde het verzet van de Herero een "gerechtigde bevrijdingsstrijd".

### Duitsland
Ondanks het vroege Duitse tegengeluid van August Bebel hebben de achtereenvolgende regeringen van Duitsland, ongeacht hun politieke kleur, consequent afgezien van het erkennen van schuld aan de eerste genocide van de 20e eeuw. De vrees voor een hoge schadeclaim heeft hierbij een grote rol gespeeld. In het Whitaker Report (1985) van de Verenigde Naties werd de massamoord op de Herero als genocide aangemerkt, maar excuses van Duitse zijde blijven uit. Tijdens zijn bezoek aan Namibië in 1998 ging bondspresident Roman Herzog niet in op de kwestie. Bondskanselier Gerhard Schröder vermeed het land op zijn reis naar buurland Zuid-Afrika begin 2004 al helemaal.
Pas in augustus 2004, tijdens de jaarlijkse herdenking van de Herero, verklaarde de Duitse minister van ontwikkelingssamenwerking Heidemarie Wieczorek-Zeul dat haar regering de genocide van 1904 betreurt. Tot echte verontschuldigingen kwam het echter ook toen nog niet. Niettemin zag Hereroleider Kuaima Riruako de verklaring wel als een stap op weg naar door zijn volk geëiste herstelbetalingen. Op 10 juli 2015 erkende Duitsland wel dat er sprake was van genocide.
Op uitnodiging van Herero-opperhoofd Alfons Maharero - zelf kleinzoon van Samuel Maharero, die in 1904 de opstand tegen de Duitse koloniale machthebbers leidde - arriveerde op 7 oktober 2007 een groep nazaten van generaal Von Trotha in Namibië om op persoonlijke titel uiting te geven aan hun "diepe schaamte" over en vergiffenis te vragen voor de door hun voorvader geïnstigeerde massamoord op de Herero.
Sinds 2015 lopen onderhandelingen tussen Duitsland en Namibië over een herstelregeling. Duitsland zou zijn excuses aanbieden, en ontwikkelingshulp verstrekken ter compensatie. Officiële excuses zijn er nog niet gekomen. In augustus 2020 verwierp de Namibische president de Duitse voorstellen.

### De Duitstalige bevolking in Namibië
Het Duitstalige deel van de Namibische bevolking kende honderd jaar later gemengde gevoelens over de genocide van 1904. Een flink aantal Duitstaligen ontkent nog altijd fel dat er sprake was van genocide. Anderen zijn gematigder en zijn bereid om over deze periode te praten. In de hoofdstad Windhoek is een aantal monumenten die aan de oorlog herinneren, waarvan het Reiterdenkmal het bekendst is. Dit monument - een bekend landmark in de stad - is opgericht ter nagedachtenis aan de Duitse gevallenen in de strijd tegen de opstandige Herero en Hottentotten. Het aantal van circa 1750 omgekomen Duitsers die op het monument worden vermeld, staat in schril contrast met de circa 80.000 niet genoemde omgekomen Namibiërs.